# Anacroneuria tiwanaku
Anacroneuria tiwanaku är en bäcksländeart som beskrevs av Bill P.Stark 2004. Anacroneuria tiwanaku ingår i släktet Anacroneuria och familjen jättebäcksländor. Inga underarter finns listade i Catalogue of Life.